# Ridleyandra morganii
Ridleyandra morganii är en tvåhjärtbladig växtart som först beskrevs av Adrien René Franchet, och fick sitt nu gällande namn av A. Weber. Ridleyandra morganii ingår i släktet Ridleyandra och familjen Gesneriaceae. Inga underarter finns listade i Catalogue of Life.